# Leptasthenura xenothorax
El tijeral cejiblanco, coludito de cejas blancas o tijeral de ceja blanca (Leptasthenura xenothorax), es una especie de ave paseriforme de la familia Furnariidae perteneciente al género Leptasthenura. Es endémica de los Andes del sur de Perú.

## Distribución y hábitat

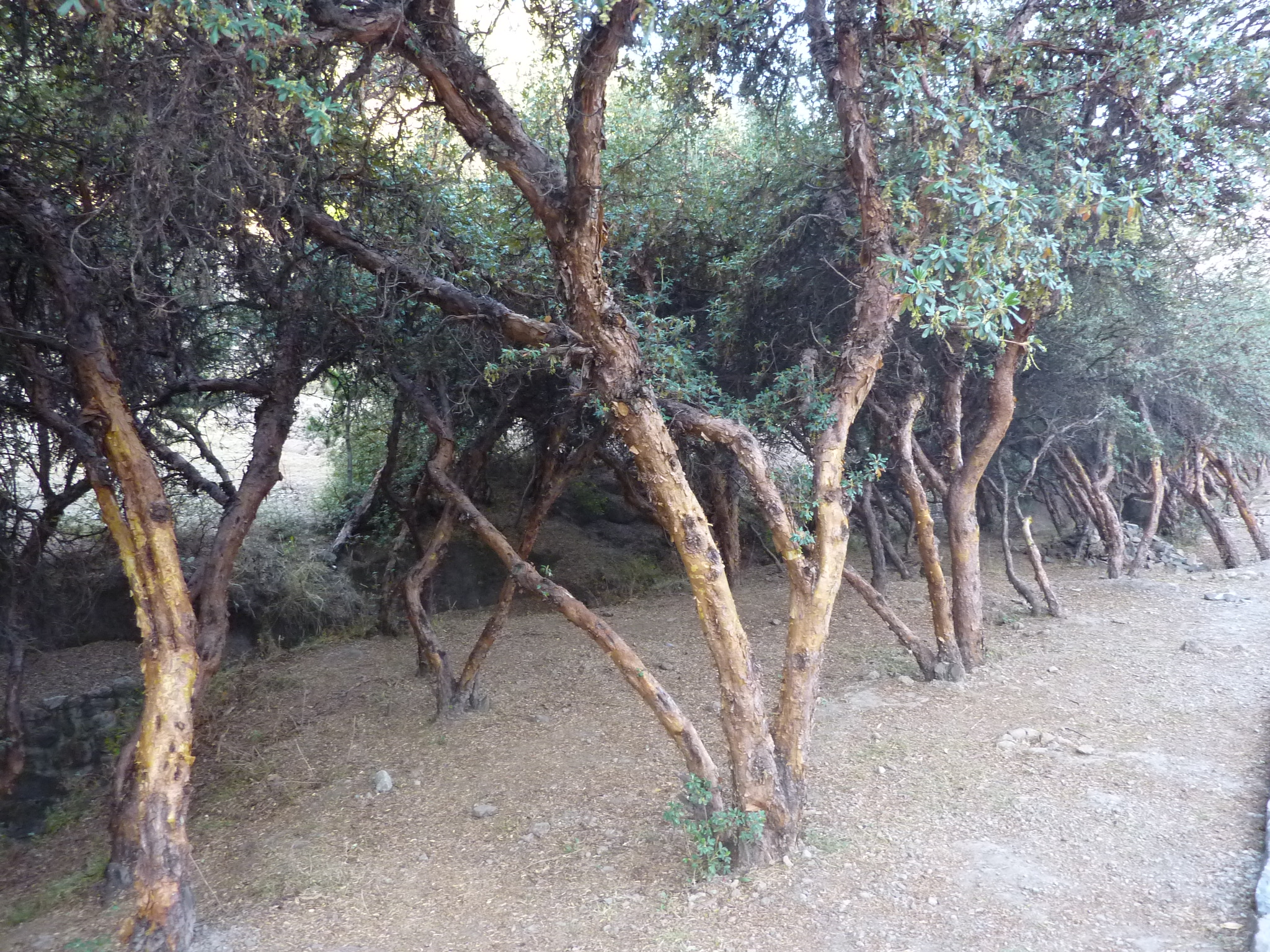
Bosque de Polylepis en Cuzco, Perú, el hábitat típico de la especie.

Se distribuye por los Andes del sur de Perú in Apurímac (meseta de Runtacocha) y Cuzco (macizo nevado de Sacsarayoc, cordillera Vilcanota).
Esta especie es considerada actualmente rara y local en su hábitat natural: los parches de bosques dominados por Polylepis), principalmente entre 3800 y 4500 m de altitud.

## Alimentación
Se alimenta principalmente de pequeños artrópodos, que encuentra entre las ramas y hojas de arbustos y árboles.

## Estado de conservación
El tijeral cejiblanco ha sido calificado como amenazado de extinción por la Unión Internacional para la Conservación de la Naturaleza (IUCN) debido a que su pequeña población, estimada en 250 a 1000 individuos maduros, se considera en declinio por causa de la perdida de hábitat y la falta de regeneración del mismo, en su ya pequeña y fragmentada zona de distribución.

## Sistemática

### Descripción original
La especie L. xenothorax fue descrita originalmente por el ornitólogo estadounidense Frank Michler Chapman en el año 1921, bajo el mismo nombre científico. La localidad tipo es: «Torontoy, valle del río Urubamba, Cuzco, Perú».

### Etimología
El nombre genérico femenino «Leptasthenura» se compone de las palabras del griego «leptos»: fino, «asthenēs»: débil, y «oura»: cola, significando «de cola fina y débil»; y el nombre de la especie «xenothorax», se compone de las palabras del griego «xenos»: extraño, y «thōrax, thōrakos»: tórax, pecho, significando «de pecho extraño».

### Taxonomía
Anteriormente, algunos autores consideraban a la presente especie como siendo conespecífica con Leptasthenura pileata, pero los análisis genéticos refutan completamente este posicionamento. Es monotípica.